# Tungulfjall
Tungulfjall är en bergstopp i Färöarna (Kungariket Danmark).   Den ligger i kommunen Tórshavn och sýslan Streymoyar sýsla, i den centrala delen av landet, 7 km väster om huvudstaden Tórshavn. Toppen på Tungulfjall är 532 meter över havet, eller 114 meter över den omgivande terrängen. Bredden vid basen är 1,6 km.
Terrängen runt Tungulfjall är kuperad. Havet är nära Tungulfjall åt sydväst.  Närmaste större samhälle är Tórshavn, 7,2 km öster om Tungulfjall. 